# Pablo Rosario
Pablo Paulino Rosario (Amsterdam, 26 aprile 1997) è un calciatore dominicano con cittadinanza olandese, centrocampista del Nizza.

## Caratteristiche tecniche
È un centrocampista utilizzato nel ruolo di mediano.

## Carriera

### Club
Dopo avere esordito tra i professionisti nell'Almere City, il 25 luglio 2016 è stato acquistato dal PSV.
Il 27 luglio 2021 viene prelevato dal Nizza.

### Nazionale
Partecipa con la nazionale Under-19 olandese al Campionato europeo 2016 di categoria.
Successivamente decide di rappresentare la Rep. Dominicana, nazionale delle sue origini.

## Statistiche

### Presenze e reti nei club
Statistiche aggiornate al 23 dicembre 2024.
| Stagione             | Squadra              | Campionato           | Campionato | Campionato | Coppe nazionali | Coppe nazionali | Coppe nazionali | Coppe continentali | Coppe continentali | Coppe continentali | Altre coppe | Altre coppe | Altre coppe | Totale | Totale |
| Stagione             | Squadra              | Comp                 | Pres       | Reti       | Comp            | Pres            | Reti            | Comp               | Pres               | Reti               | Comp        | Pres        | Reti        | Pres   | Reti   |
| -------------------- | -------------------- | -------------------- | ---------- | ---------- | --------------- | --------------- | --------------- | ------------------ | ------------------ | ------------------ | ----------- | ----------- | ----------- | ------ | ------ |
| 2015-2016            | Almere City          | EE                   | 34         | 3          | CO              | 2               | 0               | -                  | -                  | -                  | -           | -           | -           | 36     | 0      |
| 2016-2017            | Jong PSV             | EE                   | 31         | 7          | -               | -               | -               | -                  | -                  | -                  | -           | -           | -           | 31     | 7      |
| 2017-2018            | Jong PSV             | EE                   | 12         | 0          | -               | -               | -               | -                  | -                  | -                  | -           | -           | -           | 12     | 0      |
| Totale Jong PSV      | Totale Jong PSV      | Totale Jong PSV      | 43         | 7          |                 | 0               | 0               |                    | 0                  | 0                  |             | -           | -           | 43     | 7      |
| 2017-2018            | PSV                  | ED                   | 14         | 0          | CO              | 1               | 0               | UEL                | 0                  | 0                  | -           | -           | -           | 15     | 0      |
| 2018-2019            | PSV                  | ED                   | 32         | 0          | CO              | 0               | 0               | UCL                | 8                  | 1                  | SO          | 1           | 0           | 41     | 1      |
| 2019-2020            | PSV                  | ED                   | 26         | 2          | CO              | 2               | 0               | UCL+UEL            | 2+10               | 0+1                | SO          | 1           | 0           | 41     | 3      |
| 2020-2021            | PSV                  | ED                   | 29         | 1          | CO              | 3               | 0               | UEL                | 8                  | 0                  | -           | -           | -           | 40     | 1      |
| ago. 2021            | PSV                  | ED                   | 0          | 0          | CO              | 0               | 0               | UEL                | 1                  | 0                  | -           | -           | -           | 1      | 0      |
| Totale PSV Eindhoven | Totale PSV Eindhoven | Totale PSV Eindhoven | 101        | 3          |                 | 6               | 0               |                    | 29                 | 2                  |             | 2           | 0           | 138    | 5      |
| ago. 2021-2022       | Nizza                | L1                   | 36         | 0          | CF              | 4               | 0               | -                  | -                  | -                  | -           | -           | -           | 40     | 0      |
| 2022-2023            | Nizza                | L1                   | 31         | 0          | CF              | 0               | 0               | UECL               | 8                  | 0                  | -           | -           | -           | 39     | 0      |
| 2023-2024            | Nizza                | L1                   | 30         | 0          | CF              | 4               | 0               | -                  | -                  | -                  | -           | -           | -           | 34     | 0      |
| 2024-2025            | Nizza                | L1                   | 15         | 1          | CF              | 0               | 0               | UEL                | 5                  | 1                  |             | -           | -           | 20     | 2      |
| Totale Nizza         | Totale Nizza         | Totale Nizza         | 112        | 1          |                 | 8               | 0               |                    | 13                 | 1                  |             | -           | -           | 133    | 2      |
| Totale carriera      | Totale carriera      | Totale carriera      | 290        | 14         |                 | 16              | 0               |                    | 42                 | 3                  |             | 2           | 0           | 350    | 17     |

### Cronologia presenze e reti in nazionale
| Cronologia completa delle presenze e delle reti in nazionale ― Rep. Dominicana | Cronologia completa delle presenze e delle reti in nazionale ― Rep. Dominicana | Cronologia completa delle presenze e delle reti in nazionale ― Rep. Dominicana | Cronologia completa delle presenze e delle reti in nazionale ― Rep. Dominicana | Cronologia completa delle presenze e delle reti in nazionale ― Rep. Dominicana | Cronologia completa delle presenze e delle reti in nazionale ― Rep. Dominicana | Cronologia completa delle presenze e delle reti in nazionale ― Rep. Dominicana | Cronologia completa delle presenze e delle reti in nazionale ― Rep. Dominicana |
| Data                                                                           | Città                                                                          | In casa                                                                        | Risultato                                                                      | Ospiti                                                                         | Competizione                                                                   | Reti                                                                           | Note                                                                           |
| ------------------------------------------------------------------------------ | ------------------------------------------------------------------------------ | ------------------------------------------------------------------------------ | ------------------------------------------------------------------------------ | ------------------------------------------------------------------------------ | ------------------------------------------------------------------------------ | ------------------------------------------------------------------------------ | ------------------------------------------------------------------------------ |
| 6-6-2025                                                                       | Città del Guatemala                                                            | Guatemala                                                                      | 4 – 2                                                                          | Rep. Dominicana                                                                | Qual. Mondiali 2026                                                            | -                                                                              |                                                                                |
| 10-6-2025                                                                      | Santo Domingo                                                                  | Rep. Dominicana                                                                | 5 – 0                                                                          | Dominica                                                                       | Qual. Mondiali 2026                                                            | -                                                                              | 76’                                                                            |
| 14-6-2025                                                                      | Inglewood                                                                      | Messico                                                                        | 3 – 2                                                                          | Rep. Dominicana                                                                | Gold Cup 2025 - 1º turno                                                       | -                                                                              |                                                                                |
| 18-6-2025                                                                      | Arlington                                                                      | Costa Rica                                                                     | 2 – 1                                                                          | Rep. Dominicana                                                                | Gold Cup 2025 - 1° turno                                                       | -                                                                              | 90+2’                                                                          |
| 22-6-2025                                                                      | Arlington                                                                      | Rep. Dominicana                                                                | 0 – 0                                                                          | Suriname                                                                       | Gold Cup 2025 - 1° turno                                                       | -                                                                              |                                                                                |
| Totale                                                                         |                                                                                | Presenze                                                                       | 5                                                                              |                                                                                | Reti                                                                           | 0                                                                              |                                                                                |

| Cronologia completa delle presenze e delle reti in nazionale ― Paesi Bassi | Cronologia completa delle presenze e delle reti in nazionale ― Paesi Bassi | Cronologia completa delle presenze e delle reti in nazionale ― Paesi Bassi | Cronologia completa delle presenze e delle reti in nazionale ― Paesi Bassi | Cronologia completa delle presenze e delle reti in nazionale ― Paesi Bassi | Cronologia completa delle presenze e delle reti in nazionale ― Paesi Bassi | Cronologia completa delle presenze e delle reti in nazionale ― Paesi Bassi | Cronologia completa delle presenze e delle reti in nazionale ― Paesi Bassi |
| Data                                                                       | Città                                                                      | In casa                                                                    | Risultato                                                                  | Ospiti                                                                     | Competizione                                                               | Reti                                                                       | Note                                                                       |
| -------------------------------------------------------------------------- | -------------------------------------------------------------------------- | -------------------------------------------------------------------------- | -------------------------------------------------------------------------- | -------------------------------------------------------------------------- | -------------------------------------------------------------------------- | -------------------------------------------------------------------------- | -------------------------------------------------------------------------- |
| 16-10-2018                                                                 | Bruxelles                                                                  | Belgio                                                                     | 1 – 1                                                                      | Paesi Bassi                                                                | Amichevole                                                                 | -                                                                          | 46’                                                                        |
| Totale                                                                     |                                                                            | Presenze                                                                   | 1                                                                          |                                                                            | Reti                                                                       | 0                                                                          |                                                                            |

## Palmarès

### Club
- Campionato olandese: 1

PSV Eindhoven: 2017-2018
- Supercoppa dei Paesi Bassi: 1

PSV Eindhoven: 2016